# 楊世芳 (嘉靖進士)
楊世芳（1514年—？），字懋德，號石帆，浙江紹興府餘姚縣人，軍籍，明朝政治人物。

## 生平
嘉靖十年（1531年）辛卯科浙江鄉試第四十一名舉人。嘉靖二十六年（1547年）中式丁未科會試第三十一名，登第二甲第二十三名進士。兵部觀政，授南京刑部主事，歷升员外郎、郎中，出官汀州府知府。嘉靖四十三年（1564年）十二月以考察閑住。

## 家族
曾祖楊苓，七品散官；祖父楊節，州判官；父楊大綱，母邵氏。兄世言、弟世、世華、世美、世蕃。子秉衡、秉鐸。